# Платоново (Свердловская область)
Платоново — село в Шалинском районе Свердловской области России. Входит в Шалинский муниципальный округ.
Ранее было центром Платоновского сельсовета Шалинского района.

## География
Сёло Платоново расположено в 43 километрах к северо-западу от посёлка Шаля (по автодорогам в 54 километрах), в лесной местности, на левом берегу в излучине реки Сылвы, выше устья левого притока — реки Платоновки. Вблизи села расположен родник с небольшим деревянным срубом и высокой остроугольной крышей.

## Население
| 2002 | 2010 | 2021 |
| ---- | ---- | ---- |
| 680  | ↗741 | ↘539 |

Бо́льшая часть населения села Платоново относится к старообрядцам-беспоповцам.